# Бетмен: Убивчий жарт
«Бетмен: Убивчий жарт» (англ. «Batman: The Killing Joke») — незалежний графічний роман, написаний Аланом Муром і намальований Браяном Болландом. Вперше опублікований DC Comics у 1988 році у вигляді ван-шотного випуску, а потім був передрукований разом з іншими коміксами в серії DC Universe: The Stories of Alan Moore.
Історія має значний вплив на всю серію Бетмена — в коміксі розповідається, як Барбара Гордон була паралізована через постріл Джокера, через що вона пізніше стала Оракулом, експертом в комп'ютерах і важливим джерелом інформації для Бетмена та інших супергероїв.
У 2008 році DC Comics перевидала історію у подарунковому виданні, у твердій обкладинці. Це видання було заново розфарбоване Болландом, щоб більш точно відобразити його початкове бачення коміксу, з більш похмурими, реалістичними і згладженими кольорами, ніж в оригіналі.

## Сюжет
Сюжет будується навколо спроби Джокера звести з розуму комісара поліції Ґотема Джеймса Гордона. Історія переривається спогадами Джокера про його життя до того як він став божевільним.
Чоловік, який стане Джокером — безіменний інженер, який звільнився з роботи в хімічній компанії, аби стати стендап-коміком, але зазнає невдачі. У відчаї, не маючи коштів, щоб ростити свою майбутню дитину, він погоджується провести двох злочинців на хімічну фабрику, де раніше працював, з метою пограбувати карткову компанію по сусідству. Під час планування, поліцейський повідомляє йому, що його дружина померла через нещасний випадок. Убитий горем інженер намагається відмовитися від злочину, але злочинці змушують його піти на справу.
На фабриці злочинці надягають на нього спеціальну маску, щоб стати сумнозвісним Червоним Ковпаком. Інженер не знав, що злочинці використовували його, щоб відвернути увагу від них, і підставити його. Потрапивши всередину, вони відразу натикаються на службу безпеки і вступають в перестрілку. Злочинці гинуть, а самого інженера переслідує Бетмен.
Нажаханий інженер стрибає в чан з хімікатами і випливає через трубу назовні. Хімікати зробили його шкіру білою, як крейда, пофарбували його губи в рубіново-червоний, а його волосся — в кислотно-зелений. Все це абсолютно зводить його з розуму і знаменує народження Джокера.
У теперішньому часі, Джокер стріляє в дочку комісара Гордона, Барбару, і після цього наказує своїм людям доставити комісара в закритий парк розваг. Його помічники роздягають Гордона і приковують до одного з паркових атракціонів. Таким чином Джокер змушує Гордона дивитись на фотографії його пораненої та оголеної доньки в різних ракурсах. Він сподівається, що це зведе його з розуму і доведе його божевільну теорію — що навіть найвидатніша людина може збожеволіти після одного «невдалого дня».
Бетмен намагається знайти комісара, але безуспішно, аж поки Джокер не присилає йому підказку, що привела його в покинутий парк розваг. Бетмен прибуває туди, щоб врятувати Гордона, але Джокер утікає в будинок сміху. Хоч і травмований суворим випробуванням, Гордон зберіг свій розум і наполягає, щоб Бетмен схопив Джокера «за законом» (англ. By the book), щоб «показати йому як працюють наші методи» (англ. Show him that our ways works). Бетмен заходить у будинок сміху і натрапляє на пастки Джокера, в той же час Джокер намагається переконати свого супротивника в тому, що життя — «чорний, жахливий жарт» (англ. Black, awful joke), і воно не варте боротьби. Бетмен вистежує і знешкоджує Джокера. Після цього говорить йому, що Гордон пережив усе, що той з ним зробив і при цьому не втратив розуму. Потім Бетмен намагається переконати Джокера і пропонує йому допомогу, щоб покінчити з їх нескінченною війною, тому що вона закінчиться лише смертю одного з них. Джокер відмовляється, стверджуючи, що вже занадто пізно. Потім він каже, що вся ситуація нагадує йому один анекдот:
| Ліві лапки | Жили-були двоє в психушці… і одного разу вночі… одного разу вночі вони вирішили, що їм там більше не подобається… І захотіли втекти! І ось, вилізли вони на дах і бачать: лише невелика відстань відділяє їх від сусіднього будинку, а далі — ціла низка дахів простягається в місячному світлі… Дорога, що веде до свободи. І перший хлопець — він спокійно перестрибує на сусідній дах. А його друг… Його друг все ніяк не вирішується стрибнути. Розумієш… Розумієш, він боїться впасти. Тоді, першому приходить в голову відмінна думка… Він каже: «Гей! У мене з собою є ліхтарик! Я зараз посвічу в твою сторону, і ти зможеш дійти до мене по променю світла!» Але другий хлопець тільки трясе головою. Він каже: «Я тобі що — божевільний чи що? Ти ж його вимкнеш, коли я на півдорозі буду!» | Праві лапки |

Бетмен деякий час мовчить, але потім починає сміятись разом із Джокером.

## Ідея
Комікс розкриває здогади Алана Мура про те, що психологічно «Бетмен і Джокер є дзеркальним відображенням один одного». Критик Джефф Клок заявив, що «обидва, і Бетмен, і Джокер є витворами випадкових і трагічних подій „одного поганого дня“. Бетмен проводить своє життя виносячи сенс із випадкової трагедії, в той час як Джокер віддзеркалює абсурдність життя, і її випадкової несправедливості».
Випробування, через які Джокер провів комісара Гордона мали стати доказом того, що глибоко всередині кожного схована частка божевілля, яка чекає відповідного моменту, щоб вирватись на волю.
Джокер є ненадійним оповідачем. Він визнає, що він й сам невпевнений щодо правдивості своїх спогадів: «Іноді я пам'ятаю події так, іноді по-іншому… Якщо я збираюся мати минуле, я волію, щоб був великий вибір!»

## Критика
Хоча і будучи одиночним, комікс «Убивчий жарт» дуже сильно вплинув на весь Всесвіт DC — найзначущим став параліч Барбари Гордон. DC офіційно відправило у відставку героя в односерійному коміксі «Batgirl Special № 1» (червень 1988). Зрештою, це призвело до створення нової ролі Барбари — Оракула — яка з'явилася в коміксі «Birds of Prey», а потім і в інших коміксах. Ця подія, разом з сюжетною лінією Бетмена, що бере початок незабаром після «Убивчого жарту», що включає вбивство Робіна (Джейсона Тодда) Джокером, у «Бетмен: Смерть у сім'ї», призвело до одержимості Брюса Вейна Джокером на особистому рівні. Костюм Бетгьорл зрештою перейде до наступниці — Кассандри Кейн , а потім до Стефані Браун. Пізніше було вирішено зробити параліч Барбари тимчасовим (тривав три роки), і у перезапуску DC Comics 2011 року, «The New 52», в якому її поновили як першу й єдину Бетгьорл.
Графічний роман отримав премію Айснера в категоріях Best Graphic Album та Найкращий письменник (Алан Мур) 1989 року. Гілері Голдстейн з IGN оцінила «Убивчий жарт» як «найкращу історію про Джокера, яку коли-небудь писали», додавши, що «ритмічні діалоги Мура й органічне мистецтво Болланда створюють унікальну історію, часто наслідувану, але практично недосяжну». IGN проголосило комікс третім найкращим графічним романом про Бетмена після «Повернення Темного Лицаря» та «Бетмен: Рік Перший». Джеймс Доннеллі (Pop Syndicate) назвав «Убивчий жарт» «одним з найкращих коміксів XX століття». Метью К. Меннінг назвав комікс «однією з найпотужніших та найтривожніших розповідей в історії Ґотем-Сіті».
Себ Патрік з Den of Geek неоднозначно відгукнувся про комікс, називаючи «Убивчий жарт» «однією з найшанованіших і найвпливовіших історій про Бетмена з коли-небудь написаних» і водночас додаючи, що вона «не на рівні справжніх шедеврів Алана Мура, таких як Хранителі, В означає Вендетта, Ліга видатних джентльменів».

В інтерв'ю 2000 року Алан Мур заявив: «Я не вважаю, що це дуже хороша книга. Вона не розповідає нічого цікавого.» У 2003 він додав: 
«Убивчий жарт» є історією про Бетмена та Джокера; вона не розповідає нічого, з чим ви можете зіткнутися в реальному житті, тому що Бетмен і Джокер не схожі на жодну живу людину.

## Перевидання
«Убивчий жарт» включений в колекційне перевидання 2006 Всесвіт DC: Історії Алана Мура.
У березні 2008 року було випущене подарункове видання коміксу в твердій обкладинці. Видання включає нові кольори коміксу, написані Брайаном Болландом. На противагу оригінальним кольорам, історія Джокера в новому виданні була зроблена чорно-білою, за винятком одного-двох об'єктів на сторінці, пофарбованих у червоний або рожевий. А після того, як в кадрі з'явився шолом Червоного Ковпака, тільки він і був зафарбований. На додаток до перефарбування сторінок, Болланд також змінив міміку персонажів на деяких сторінках і додав ще кілька незначних штрихів. Також була включена кольорова версія «Невинного хлопця» Болланда (вперше опублікованого в «Batman Black and White»), з вступом Тіма Сейла, і епілогом Болланда.
Критики оцінили нові кольори в цілому позитивно. Аарон Альберт з About.com сказав, що «вигорілі тони флешбеків роблять перехід від секції до секції більш рухливим, плинни» і «перша поява Джокера після його трансформації стала більш значним». Ван Дженсен з ComicMix заявив, що «нові кольори справді покращили комікс, додавши йому тонкості та похмурості, якої не вистачало оригіналу».